# Nowickia pamirica
Nowickia pamirica är en tvåvingeart som först beskrevs av Günther Enderlein 1934.  Nowickia pamirica ingår i släktet Nowickia och familjen parasitflugor. Inga underarter finns listade i Catalogue of Life.